# Azúcar Negra
Azúcar Negra ist eine kubanische Salsa- und Timbaband.

## Werdegang
Die Band wurde 1997 in Santiago de Cuba gegründet. „Azúcar Negra“ war auch der Titel eines 1993 produzierten Albums der ebenfalls kubanischen Salsasängerin Celia Cruz. Die Gruppe setzt sich teilweise aus Musikern der Band Bamboleo zusammen, die mit dem musikalischen Direktor Leonel Limonta das Album "Yo no me parezco a nadie" aufnahmen. Azúcar Negra war bereits auf Europatournee und spielte in New York City im Lincoln Center und im Copacabana. Die mit Limonta von Bamboleo abgegangene Leadsängerin Haila Mompié startete nach der ersten CD eine Solokarriere. Ihre Nachfolgerin für die nächsten drei Alben war Ailyn Dallera.

## Diskografie
- Andar Andando (2001)
- Sin mirar atrás (2004)
- Toque natural (2006)
- Exceso de equipaje (2008)
- ... se acabó el pescao (2012)
- A bailar con tacones (2013)
- Tonada Pal Bailador (2017)